# 早見瞳
早見 瞳（はやみ ひとみ、1964年4月2日 - ）は、日本の元AV女優・元ストリッパー。
東京都出身。吉沢有希子、いずみ由香、会沢由香という名前での作品もある。

## 略歴
- 1984年 - アダルトビデオに出演。デビュー作は、『ミス本番 有希子20歳　めぐり逢い』（宇宙企画）[1]
- 1985年 - 2作目『有希子・ふたたび』（宇宙企画）が空前のヒットを記録する。その後、早見瞳と改名しAV女優として初めてレコーディングやサイン会を開いた。
- 1988年 - 約40本の作品を残し引退する。
- 1989年 - 大阪九条OS所属のストリッパーとして注目を集める。
- 1990年 - 『今度は本番』（クリスタル映像）にてAV女優として復帰、数本のタイトルを残し、引退。
- 1995年 - 再復帰。数本のタイトルに出演し、1996年の『永遠の美女 恋文』をもって、完全引退。
- 1996年 - 当時ニューハーフ風俗嬢であった大橋瞳と結婚後米国に渡りポルノ女優派遣会社を設立し代表を務める。

## 人物
デビュー作こそ本番であったが、2作目以降はかたくなに拒み、疑似本番女優を通した。「そういうことは自分の好きな人だけがいいと思う」とインタビューでも答えていた。ただし特異点として「見せる勇気がとてもないし、演技にも身が入る」との理由でAVでは付けることの少ない前張りをしていたことが挙げられる。デビューの経緯は喫茶店でアルバイトをしていたところ、ビデオ会社の人に声を掛けられたため。
クリスタル映像での復帰作以降は疑似派のイメージを払拭。人間発電所シリーズ出演で「超過激本番女優」になったとAVプロデューサーの川島昌平は記述している。
アメリカのAV業界では、元AV女優とニューハーフと言う異色カップルとして有名であるが「好きになった人がニューハーフであっただけ」「夫は私の分身であり、私自身である」と答えている。
2022年現在既婚、アメリカ在住。

## 作品

### アダルトビデオ

#### 吉沢有希子 名義
- ミス本番 有希子20歳 ・・・めぐり逢い（1984年、宇宙企画）[1]
- 有希子・ふたたび（1985年、宇宙企画）

#### いずみ由香 名義
- 美少女本番シリーズ 吉沢有希子改めいづみ由香のボディー・トーク（1985年、宇宙企画）

#### 早見瞳 名義
- JUST ONLY YOU（1985年、コロナ社）
- JUST ONLY YOU2（1985年、コロナ社）
- クライマックス（1985年、ファイブスター）
- JUST ONLY YOU3 エキサイティングショット（1986年、コロナ社）
- クライマックス2（1986年、ファイブスター）
- いつか何処かで（1986年、宇宙企画）
- 瞳をとじて（1987年、大陸書房）
- セクシャロイド（1987年、宇宙企画）
- 薔薇愛奴（1987年、ホップ）
- 夢現-ゆめうつ-（1987年、フェニックス）
- 夜のセクシードリーム（1987年、ファイブスター）
- 熱帯夜（1987年、希宝舎）
- 痙攣Part2（1987年、ロコビジョン）
- ラブファイヤー（1987年、ファイブスター）
- 別離-わかれ-（1987年、宇宙企画）
- ビデオ小僧・突撃!!盗撮レポート（1988年、EVE）
- SPICY早見瞳スペシャル（1988年、パワースポーツ）
- 今度は本番（1990年、クリスタル映像）
- 新・人間発電所ラブマシーン（1990年、芳友舎）
- 異常性欲'90（1990年、ミス・クリスチーヌ）
- 夢爛漫（1990年、フェニックス）
- 新幹線FUCK東京発情婦人（1990年、クリスタル映像）
- これが瞳のあげまんくずし（1990年、クリスタル映像）
- 着せかえ生肉人形（1991年、アートビデオ）
- That'sエロ ビニ本ビデオ（1991年、ロイアルアート）
- 永遠の美女 恋文（1996年、コロナ社）

他多数出演。

## 書籍

### 写真集
- 誘惑トロピカル 会沢由香写真集（1985年、司書房）
- 瞳の中に（1986年、大陸書房）
- 早見瞳写真集（1986年、マドンナメイト）
- はじめての愛（1987年、ピラミッド社）
- スコラスペシャル早見瞳写真集（1987年、スコラマガジン）